# 冲永荘八
冲永 莊八（おきなが しょうはち、1969年1月20日 - ）は、日本の学校法人経営者。学校法人帝京科学大学理事長・学長、学校法人帝京学園理事長。妻は帝京大学共通教育センター教授の冲永隆子。
1969年、東京都品川区に、帝京大学創立者冲永荘一の長男として生まれる。1987年、東邦大学付属東邦高等学校卒業。1992年、京都大学文学部卒業。1995年、京都大学大学院人間・環境学研究科修士課程修了。1998年、同研究科博士課程修了、博士（人間・環境学）。
1999年、帝京大学文学部日本アジア言語文化学科助教授、2004年同教授。2002年、荘一から帝京大学学長就任の推薦を受けるも、医学部での裏口入学問題によって頓挫する（ただし、荘八本人による入学前寄付金への関与は確認されていない）。その結果、すでに荘一から理事長職を譲り受けていた荘一の次男・冲永佳史が学長職を兼務することとなった。2008年、学校法人帝京学園理事長、帝京学園短期大学学長。